# Balkan Snowfield
Il Balkan Snowfield (in lingua bulgara: Плато Балкан, Plato Balkan; dall'inglese: Campo di neve Balcani) è un plateau antartico coperto di ghiaccio, posto ad altitudini comprese tra 150 e 280 m, situato nel settore orientale dell'Isola Livingston, che fa parte delle Isole Shetland Meridionali, in Antartide. 

## Caratteristiche
È situato a sud della porzione inferiore del Ghiacciaio Perunika, a nordest del Ghiacciaio Huntress e a nord del Ghiacciaio Contell.
Si estende su una lunghezza di 3 km in direzione sudovest-nordest; è delimitato a est da Burdick Ridge, a sudest da Willan Nunatak e Castillo Nunatak, e a sudovest da Krum Rock. I suoi pendii digradano dolcemente a nordovest e la sua base è delimitata dalle colline lungo la Bulgarian Beach.

## Denominazione
La denominazione è stata assegnata dalla Commissione bulgara per i toponimi antartici in riferimento alla Penisola balcanica e ai Monti Balcani, che rappresentano un riferimento geografico importante per la Bulgaria.

## Localizzazione
Il campo di neve è centrato alle coordinate 62°38′36″S 60°19′18″W.
Mappatura spagnola dettagliata da parte del Servicio Geográfico del Ejército nel 1991; rilevazione topografica bulgara nel 1996 e sulla base dei dati della campagna di rilevazione Tangra 2004/05 con mappatura nel 1996, 2005 e 2009. 

## Mappe
- Isla Livingston: Península Hurd. Mapa topográfico de escala 1:25000. Madrid: Servicio Geográfico del Ejército, 1991. (Map reproduced on p. 16 of the linked work)
- L.L. Ivanov. Livingston Island: Central-Eastern Region. Scale 1:25000 topographic map.  Sofia: Antarctic Place-names Commission of Bulgaria, 1996.
- L.L. Ivanov et al. Antarctica: Livingston Island and Greenwich Island, South Shetland Islands. Scale 1:100000 topographic map. Sofia: Antarctic Place-names Commission of Bulgaria, 2005.
- L.L. Ivanov. Antarctica: Livingston Island and Greenwich, Robert, Snow and Smith Islands. Scale 1:120000 topographic map.  Troyan: Manfred Wörner Foundation, 2009.  ISBN 978-954-92032-6-4
- Antarctic Digital Database (ADD). Scale 1:250000 topographic map of Antarctica. Scientific Committee on Antarctic Research (SCAR). Since 1993, regularly upgraded and updated.
- L.L. Ivanov. Antarctica: Livingston Island and Smith Island. Scale 1:100000 topographic map. Manfred Wörner Foundation, 2017. ISBN 978-619-90008-3-0